# Philip (Dakota du Sud)
Pour les articles homonymes, voir Philip.
La ville de Philip est le siège du comté de Haakon, situé dans l’État du Dakota du Sud, aux États-Unis. Lors du recensement de 2010, sa population s’élevait à 779 habitants.

## Histoire
La ville a été fondée en 1907, lors de l'arrivée du North Western Railroad. Elle doit son nom à Scotty Philip, propriétaire d'un élevage de bisons. Elle est devenue le siège du comté en 1914, quand celui-ci a été créé.

## Démographie
| 1910 | 1920 | 1930 | 1940 | 1950 | 1960  |
| ---- | ---- | ---- | ---- | ---- | ----- |
| 578  | 647  | 786  | 833  | 810  | 1 114 |

| 1970 | 1980  | 1990  | 2000 | 2010 | - |
| ---- | ----- | ----- | ---- | ---- | - |
| 983  | 1 088 | 1 077 | 885  | 779  | - |